# 2739 Taguacipa
2739 Taguacipa este un asteroid din centura principală, descoperit pe 17 octombrie 1952, de Joseph Brady.